# Charisma.BEST
『Charisma.BEST』（カリスマドットベスト）は、Charisma.comの1枚目のベストアルバム。2018年1月10日にワーナーミュージック・ジャパン / Atlantic Japanから発売された。

## 概要
前作「not not me」から約10ヶ月ぶりのアルバム。デビュー作「アイ アイ シンドローム」から直近にリリースされた「Hello 2」までの全キャリアから選曲されており、ベストアルバム用の書き下ろし楽曲も収録している。また、2018年1月をもってDJゴンチがユニットを脱退するため、今作がMCいつかとDJゴンチによる2人体制最後の作品となった。

## 収録曲
1. 「HATE」 – 3:01
作詞：いつか / 作曲：守尾崇、いつか
2. 「サプリミナル・ダイエット」 – 4:27
作詞：いつか / 作曲：山田康人、いつか
3. 「GEORGE」 – 3:35
作詞：いつか / 作曲：山田康人、いつか
4. 「Like it」 – 3:54
作詞：いつか / 作曲：KO-ney、いつか
5. 「メンヘラブス」 – 4:13
作詞：いつか / 作曲：山田康人、いつか
6. 「イイナヅケブルー」 – 3:50
作詞：いつか / 作曲：守尾崇、いつか
7. 「もや燃やして」 – 3:50
作詞：いつか / 作曲：フルカワユタカ、いつか
8. 「#hashdark」 – 4:39
作詞：いつか / 作曲：PABLO a.k.a. WTF!?、いつか
9. 「999」 – 3:29
作詞：いつか / 作曲：TOMOTH From アルファ、いつか
10. 「Hello 2」 – 3:21
作詞：いつか / 作曲：Yaffle、いつか
11. 「グララ」 – 3:27
作詞・作曲：いつか
12. 「やれよ。」 – 3:52
作詞：いつか / 作曲：守尾崇、いつか
13. 「Train HELL」 – 4:54
作詞：いつか / 作曲：chefoba、いつか
14. 「メキメキmore」 – 4:13
作詞：いつか / 作曲：岩渕マサル、いつか
15. 「スーパーガール」 – 4:06
作詞：いつか / 作曲：nagomu tamaki、いつか
16. 「アラサードリーミン」 – 4:19
作詞：いつか / 作曲：nagomu tamaki、いつか
17. 「こんがらガール」 – 4:26
作詞：いつか / 作曲：CHRYSANTHEMUM BRIDGE、いつか
18. 「お局ロック」 – 4:18
作詞：いつか / 作曲：岩渕マサル、いつか
19. 「りぼん」 – 3:51
作詞：いつか / 作曲：守尾崇、いつか

iTunes限定収録
1. 「Hello 2（Midnight Reboot Version）」 – 4:37
2. 「豚」 – 4:11
作詞：いつか / 作曲：守尾崇、いつか

### DVD（タワーレコード限定特典）
ワンマンツアー2017「not not me」＠2017.05.03 赤坂BLITZ
1. #hashdark
2. スーパーガール
3. 100%ブービー
4. HATE
5. アラサードリーミン